# Neuruppin
Neuruppin (in basso tedesco Reppin) è una città di 31 803 abitanti del Brandeburgo, in Germania.
È il capoluogo, e il centro maggiore, del circondario dell'Ostprignitz-Ruppin.
Neuruppin possiede lo status di "Media città di circondario" (Mittlere kreisangehörige Stadt), e si fregia del titolo onorifico di Fontanestadt ("città di Fontane") in onore del poeta e scrittore Theodor Fontane.

## Geografia fisica
Le località di Boltenmühle e Rottstiel si affacciano sulle rive del lago di Tornow.

## Storia
Il 20 settembre 1993 vennero annessi alla città di Neuruppin i comuni di Alt Ruppin, Buskow, Gnewikow, Gühlen-Glienicke, Karwe, Krangen, Lichtenberg, Molchow, Nietwerder, Radensleben, Stöffin, Wulkow e Wuthenow.

## Società

### Evoluzione demografica
- Sviluppo della popolazione dal 1875 entro gli attuali confini (linea blu: popolazione; linea puntata: confronto dello sviluppo della popolazione dello stato del Brandenburgo; sfondo grigio: ai tempi del governo nazista; sfondo rosso: al tempo del governo comunista).
- Sviluppo recente della popolazione (linea blu) e previsioni.

| Anno | Abitanti |
| ---- | -------- |
| 1875 | 20 080   |
| 1890 | 21 912   |
| 1910 | 26 164   |
| 1925 | 26 640   |
| 1939 | 33 090   |
| 1950 | 36 677   |
| 1964 | 31 422   |

| Anno | Abitanti |
| ---- | -------- |
| 1971 | 31 283   |
| 1981 | 33 042   |
| 1985 | 33 989   |
| 1990 | 34 014   |
| 1995 | 32 795   |
| 2000 | 32 598   |
| 2005 | 32 145   |

| Anno | Abitanti |
| ---- | -------- |
| 2010 | 31 599   |
| 2015 | 30 715   |
| 2016 | 31 037   |
| 2017 | 30 889   |
| 2018 | 30 846   |
| 2019 | 30 785   |
| 2020 | 30 764   |

Fonti dei dati sono nel dettaglio nelle Wikimedia Commons..

## Geografia antropica

### Suddivisioni amministrative
Appartengono alla città di Neuruppin le seguenti frazioni (Ortsteil):
- Alt Ruppin
- Buskow
- Gnewikow (con la località Seehof)
- Gühlen-Glienicke (con le località Rheinsberg-Glienicke, Binenwalde, Neuglienicke, Steinberge, Kunsterspring e Boltenmühle)
- Karwe (con la località Pabstthum)
- Krangen (con le località Zermützel e Zippelsförde)
- Lichtenberg
- Molchow (con la località Stendenitz)
- Nietwerder
- Radensleben (con la località Radehorst)
- Stöffin
- Wulkow
- Wuthenow

Tutte le frazioni, esclusa Krangen, eleggono un «consiglio locale» (Ortsbeirat).

## Amministrazione

### Gemellaggi
Neuruppin è gemellata con:
- Bad Kreuznach, dal 1990
- Certaldo, dal 1994
- Nymburk, dal 1972
- Babimost, dal 2005

### Esplicative
1. ↑  Letteralmente "Ruppin nuova", in contrapposizione alla vicina Alt Ruppin – "Ruppin vecchia".

### Bibliografiche
1. 1 2  Amt für Statistik Berlin-Brandenburg - Ente statistico Berlino-Brandeburgo
2. 1 2  (DE) Hauptsatzung der Fontanestadt Neuruppin, § 1, Abs. 1. (PDF), su neuruppin.de. URL consultato il 20 dicembre 2022 (archiviato dall'url originale il 22 aprile 2023).
3. ↑  (DE) Drittes Gesetz zur Gemeindegliederung im Land Brandenburg, Paragrafo 1, Articolo 2, Comma 1, su bravors.brandenburg.de.
4. ↑  Fonti dei dati sono nel dettaglio nelle Wikimedia Commons. Population Projection Brandenburg at Wikimedia Commons
5. ↑   Population Projection Brandenburg at Wikimedia Commons, su commons.wikimedia.org.
6. ↑  (DE) Hauptsatzung der Fontanestadt Neuruppin, § 12, Abs. 1. (PDF), su neuruppin.de. URL consultato il 20 dicembre 2022 (archiviato dall'url originale il 22 aprile 2023).
7. ↑  (DE) Hauptsatzung der Fontanestadt Neuruppin, § 12, Abs. 2. (PDF), su neuruppin.de. URL consultato il 20 dicembre 2022 (archiviato dall'url originale il 22 aprile 2023).
8. ↑  (DE) Neuruppin und seine Partnerstädte, su neuruppin.de.